# Nowaki (Ukraina)
Nowaki (ukr. Новаки, Nowaky) – wieś na Ukrainie, w obwodzie rówieńskim, w rejonie waraskim, w hromadzie Kanonicze. W 2001 liczyła 623 mieszkańców.
W okresie międzywojennym wieś znajdowała się w granicach II RP, wchodząc w skład gminy Włodzimierzec w powiecie sarneńskim, w województwie wołyńskim.